# Rousseauxia articulata
Rousseauxia articulata là một loài thực vật có hoa trong họ Mua. Loài này được (Desr.) DC. miêu tả khoa học đầu tiên năm 1828.